# Dragon Crisis!
Dragon Crisis! (ドラゴンクライシス!?, Doragon Kuraishisu!) è una serie di light novel giapponese scritta da Kaya Kizaki, con le illustrazioni di Itsuki Akata. Da gennaio 2007 a marzo 2011 tredici volumi sono stati pubblicati da Shūeisha sotto l'etichetta Super Dash Bunko. Un adattamento anime prodotto dallo studio d'animazione Studio Deen è stato trasmesso nel primo trimestre 2011.

## Trama
La pacifica vita di Ryūji Kisaragi, un normale studente delle scuole superiori, muta in un'incredibile avventura nel momento in cui sua cugina di secondo grado, Eriko, fa ritorno dall'America dove si trovava per lavoro. Ryūji e Eriko sottraggono una scatola dal carico prezioso a dei mediatori del mercato nero noti come FANG. Nella scatola i due trovano un drago rosso sotto le sembianze di una ragazza umana e Ryūji decide di chiamarla Rose dal simbolo che ricorda una rosa presente sulla sua mano destra. Per poter proteggere Rose dall'organizzazione FANG, della quale fa parte un altro drago intenzionato a sposare la giovane figlia del drago rosso per raggiungere una quantità di potere ancora maggiore, Ryūji decide di combattere utilizzando il potere di un "lost precious" come breaker.

## Personaggi
Ryūji Kisaragi (如月 竜司?, Kisaragi Ryūji)
Doppiato da Hiro Shimono
È il protagonista della storia ed è uno studente quindicenne delle scuole superiori. I suoi genitori sono cacciatori di "Lost Precious", come del resto anche tutta la sua famiglia sempre in giro per il mondo, motivo per il quale vive solo a casa per lunghi periodi di tempo. Inizialmente non ricorda di aver mai incontrato Rose, ma successivamente gli torna alla mente un evento di dieci anni prima. Quando all'età di cinque anni si trovava in viaggio in una zona montuosa dell'Albania con i suoi genitori, li perse di vista e si ritrovò da solo in cima ad una montagna. Qui assiste alla schiusa dell'uovo di Rose e successivamente viene da lei salvato quando rischia di cadere. Due anni dopo riuscì ad imporsi come breaker di decimo livello, il massimo livello finora raggiungibile dagli utilizzatori di "lost precious". Oltre a Ryūji, ci sono altri sette breaker del suo stesso livello sparsi nel mondo, tutti più anziani di lui. In giapponese il nome Ryūji significa "sovrano dei draghi".
Rose (ローズ?)
Doppiata da Rie Kugimiya
È la principessa figlia del re drago rosso. Ryuji le attribuisce il nome Rose dopo aver notato che l'emblema del drago rosso presente sulla sua mano destra ricorda una rosa. Sin dal momento in cui è venuta al mondo ha iniziato a provare un forte sentimento di affetto nei confronti del giovane, diventato nel corso del tempo vero e proprio amore. Essendo ancora soltanto una bambina, non è ancora in grado di trasformarsi liberamente nella sua vera forma di drago, ma tuttavia è già in grado di utilizzare le proprie ali.
Eriko Nanao (七尾 英理子?, Nanao Eriko)
Doppiata da Yukana
È la cugina diciannovenne di secondo grado di Ryuji ed è una cacciatrice di "lost precious". Ha vissuto in America per qualche tempo per il suo lavoro e ritorna in Giappone per poter sottrarre all'organizzazione FANG un lost precious di classe S.
Misaki Etō (江藤 実咲?, Etō Misaki)
Doppiata da Mayako Nigo
È una compagna di classe di Ryūji, del quale è innamorata.
Maruga (?)
Doppiata da Yui Horie
Ai (?)
Doppiata da Yuka Inokuchi
Onyx (オニキス?)
Doppiato da Hiroshi Kamiya
Onyx è un drago nero intenzionato a sposare Rose per poter raggiungere l'engage e quindi ottenere una quantità di potere sempre maggiore. Fa utilizzo della magia nera dei draghi.
Sapphie (サフィ?, Sapphie)
Doppiata da Emiri Kato

## Anime
Dragon Crisis! è stato adattato in una serie televisiva anime di 12 episodi prodotta dallo studio d'animazione Studio Deen sotto la regia di Hideki Tachibana. La serie è stata trasmessa da Chiba TV dall'11 gennaio 2011 al 29 marzo 2011. La messa in onda degli ultimi tre episodi è stata momentaneamente sospesa a causa dei disagi causati dal terremoto di 9.0 gradi Richter e dal relativo tsunami che hanno colpito il Giappone l'11 marzo. La serie è andata in onda nei giorni successivi anche su Chukyo TV, KIDS STATION, Tochigi TV, Tokyo MX, TV Kanagawa, TV Saitama e Yomiuri TV ed è stata diffusa via streaming in simulcast da Crunchyroll per il pubblico dell'Australia, dell'Europa, del Nord America e del Sud America.

### Episodi
| Nº | Giapponese 「Kanji」 - Rōmaji               | In onda          | In onda |
| Nº | Giapponese 「Kanji」 - Rōmaji               | Giapponese       |         |
| 1  | 「さらわれた少女」 - Sarawareta shōjo       | 11 gennaio 2011  |         |
| 2  | 「黒の襲撃」 - Kuro no shūgeki              | 18 gennaio 2011  |         |
| 3  | 「決意の契約」 - Ketsui no keiyaku          | 25 gennaio 2011  |         |
| 4  | 「海辺の美少女」 - Umibe no bishōjo         | 1º febbraio 2011 |         |
| 5  | 「忌まわしき覚醒」 - Imawashiki kakusei     | 8 febbraio 2011  |         |
| 6  | 「狼の襲撃」 - Ōkami no shūgeki             | 15 febbraio 2011 |         |
| 7  | 「狼たちの真実」 - Ōkami-tachi no shinjitsu | 22 febbraio 2011 |         |
| 8  | 「危険なテスト」 - Kiken na tesuto          | 1º marzo 2011    |         |
| 9  | 「真実の鏡」 - Shinjitsu no kagami          | 8 marzo 2011     |         |
| 10 | 「オトナの儀式」 - Otona no gishiki         | 15 marzo 2011    |         |
| 11 | 「ドラゴンクライシス」 - Doragon Kuraishisu | 22 marzo 2011    |         |
| 12 | 「エンゲージ」 - Engēji                     | 29 marzo 2011    |         |

### Sigle
La sigla di apertura dell'anime è Immoralist (インモラリスト?, Inmorarisuto), interpretata da Yui Horie, e la sigla di chiusura è Mirai bowl (ミライボウル?, Mirai bōru), interpretata dalle Momoiro Clover.